# Aleksandr Selevko
Aleksandr Selevko (Jõgeva, 23 maggio 2001) è un pattinatore artistico su ghiaccio estone.

## Biografia
Agli europei di Minsk 2019 si è classificato al 17º posto. Lo stesso anno ha esordito nella rassegna iridata di Saitama 2019, in cui è stato eliminato al termine del programma corto con il 27º posto.
Ha migliorato la sua prestazione continentale agli europei di Graz 2020 in cui è riuscito piazzarsi 16º. Si è qualificato per i mondiali di Montréal 2020, poi cancellati a causa dell'insorgere dell'emergenza sanitaria causata dalla pandemia di COVID-19. Ai mondiali di Stoccolma 2021 si è classificato 16º.
Ha rappresentato l'Estonia ai Giochi olimpici invernali di Pechino 2022, dove è stato eliminato con 28º posto nel programma corto.
Agli europei di Kaunas 2024 conquista l'argento, prima medaglia nella storia per l'Estonia in un qualsiasi campionato senior ISU, facendo segnare il proprio record di punti in entrambi i segmenti di gara. Ai mondiali di Montréal si classifica 11º, suo miglior risultato nella competizione.

## Palmarès
GP: Grand Prix; CS: Challenger Series; JGP: Junior Grand Prix
| Internazionali                                  | Internazionali | Internazionali | Internazionali | Internazionali | Internazionali | Internazionali | Internazionali | Internazionali | Internazionali | Internazionali | Internazionali | Internazionali |
| Evento                                          | 2014–15        | 2015–16        | 2016–17        | 2017–18        | 2018–19        | 2019–20        | 2020–21        | 2021–22        | 2022–23        | 2023-24        | 2024-25        | 2025-26        |
| ----------------------------------------------- | -------------- | -------------- | -------------- | -------------- | -------------- | -------------- | -------------- | -------------- | -------------- | -------------- | -------------- | -------------- |
| Giochi olimpici invernali                       |                |                |                |                |                |                |                | 28°            |                |                |                |                |
| Campionati mondiali                             |                |                |                |                | 27°            | C              | 16°            |                |                | 11°            |                |                |
| Campionati europei                              |                |                |                |                | 17°            | 16°            |                |                |                | 2°             | 9°             |                |
| GP della Finlandia                              |                |                |                |                |                |                |                |                | 10°            |                | 7°             |                |
| GP NHK Trophy                                   |                |                |                |                |                |                |                |                |                | 8°             |                |                |
| GP Skate Canada                                 |                |                |                |                |                |                |                |                | 8°             |                |                |                |
| GP Trophée Eric Bompard                         |                |                |                |                |                |                |                |                |                |                | 7°             |                |
| CS Budapest                                     |                |                |                |                |                |                | 3°             |                | 8°             | 5°             |                |                |
| CS Cranberry Cup                                |                |                |                |                |                |                |                |                |                |                |                | 2°             |
| CS Cup de Nice                                  |                |                |                |                |                |                |                |                |                |                | 8°             |                |
| CS Denis Ten Memorial                           |                |                |                |                |                |                |                | 6°             |                |                |                |                |
| CS Finlandia Trophy                             |                |                |                |                |                | 5°             |                | R              |                | 3°             |                |                |
| CS Golden Spin                                  |                |                |                |                |                | 5°             |                | 5°             | 5°             | 3°             | 2°             |                |
| CS Ice Star                                     |                |                |                |                |                | 4°             |                |                |                |                |                |                |
| CS Alpen Trophy                                 |                |                |                |                | 18°            |                |                |                |                |                |                |                |
| CS Lombardia Trophy                             |                |                |                | 16°            |                |                |                | 8°             |                |                | 9°             |                |
| CS Nebelhorn Trophy                             |                |                |                | 18°            |                |                | 7°             |                |                |                |                |                |
| CS Ondrej Nepela Trophy                         |                |                |                |                |                |                |                |                | 7°             |                |                |                |
| CS Tallinn Trophy                               |                |                | R              | 9°             | 12°            |                |                |                |                |                |                |                |
| Abu Dhabi Classic Trophy                        |                |                |                |                |                |                |                |                |                | 1°             |                |                |
| Bellu Memorial                                  |                |                |                |                |                |                |                | 9°             |                |                |                |                |
| Bavarian Open                                   |                |                |                |                |                |                |                | R              |                |                |                |                |
| Challenge Cup                                   |                |                |                |                |                |                |                |                | 4°             |                |                |                |
| Cup du Tyrol                                    |                |                | 15°            |                |                |                |                |                |                |                |                |                |
| Egna Trophy                                     |                |                | 3°             |                |                |                |                |                |                |                |                |                |
| Golden Bear                                     |                |                | 11°            |                |                |                |                |                |                |                |                |                |
| Jégvirág Cup                                    |                |                |                |                | 2°             |                |                |                |                |                |                |                |
| Lõunakeskus Trophy                              |                |                |                |                |                |                |                |                |                | 1°             |                |                |
| Campionati nordici                              |                |                |                |                | 3°             |                |                |                |                |                |                |                |
| Tallinn Trophy                                  |                |                |                |                |                | 2°             |                | 1°             |                |                |                |                |
| Tallink Hotels Cup                              |                |                |                |                | 2°             | 3°             | 1°             |                |                |                |                |                |
| Volvo Open Cup                                  |                |                | 8°             |                |                |                |                | 2°             |                |                |                |                |
| Internazionali: Junior                          |                |                |                |                |                |                |                |                |                |                |                |                |
| Campionati mondiali                             |                | 19°            |                | 27°            |                | 9°             |                |                |                |                |                |                |
| JGP Repubblica Ceca                             | 18°            |                |                |                |                |                |                |                |                |                |                |                |
| JGP Estonia                                     | 21°            |                | 6°             |                |                |                |                |                |                |                |                |                |
| JGP Germania                                    |                |                | 11°            |                |                |                |                |                |                |                |                |                |
| JGP Lettonia                                    |                | 20°            |                |                |                | 5°             |                |                |                |                |                |                |
| JGP Slovenia                                    |                |                |                |                | 15°            |                |                |                |                |                |                |                |
| JGP Polonia                                     |                |                |                |                |                | 8°             |                |                |                |                |                |                |
| Festival olimpico della gioventù europea        |                |                | 6°             |                |                |                |                |                |                |                |                |                |
| Ice Star                                        | 7°             | 3°             |                |                |                |                |                |                |                |                |                |                |
| Lombardia Trophy                                |                |                | 4°             |                |                |                |                |                |                |                |                |                |
| RU Crystal Skate                                | 5°             |                |                |                |                |                |                |                |                |                |                |                |
| Skate Helena                                    | 5°             |                |                |                |                |                |                |                |                |                |                |                |
| Tallinn Trophy                                  |                | 8°             |                |                |                |                |                |                |                |                |                |                |
| Toruń Cup                                       |                | 4°             |                |                |                |                |                |                |                |                |                |                |
| Volvo Open Cup                                  |                | 9°             |                |                |                |                |                |                |                |                |                |                |
| Nazionali                                       |                |                |                |                |                |                |                |                |                |                |                |                |
| Campionato estone                               | 3°             | 2°             |                |                | 3°             | 1°             | 1°             | 1°             | 2°             | 2°             | 2°             |                |
| Campionato estone junior                        | 3° J           | 2° J           |                |                |                |                |                |                |                |                |                |                |
| J = Junior; R = Ritirato; C = Evento Cancellato |                |                |                |                |                |                |                |                |                |                |                |                |